# Franciszek Liedtke
Franciszek Liedtke (ur. 11 listopada 1919 w Kamieniu, zm. 17 lipca 2000) – polski rolnik i działacz ludowy, poseł na Sejm PRL VI kadencji.

## Życiorys
Uzyskał wykształcenie podstawowe. Podczas II wojny światowej działał w ruchu oporu w Tajnej Organizacji Wojskowej Gryf Pomorski. W 1944 zabrano go do obozu koncentracyjnego Stutthof, skierowano go do marszu śmierci. Po wojnie powrócił na gospodarstwo rodzinne i zajął się działalnością polityczną. Uczestniczył w I Kongresie Kaszubskim. W 1949 wstąpił do Zjednoczonego Stronnictwa Ludowego, w którym był prezesem koła, a także Gminnego Komitetu oraz Powiatowego Komitetu w Wejherowie. Pełnił funkcję przewodniczącego Gromadzkiej Rady Narodowej w Szemudzie, był naczelnikiem gminy Szemud. Zasiadał również w Powiatowej Radzie Narodowej. Ponadto był prezesem Koła Powiatowego Producentów Trzody Chlewnej oraz prezesem koła Zrzeszenia Kaszubsko-Pomorskiego. W 1972 uzyskał mandat posła na Sejm PRL w okręgu Gdynia. Zasiadał w Przemysłu Ciężkiego i Maszynowego.

## Odznaczenia
- Krzyż Kawalerski Orderu Odrodzenia Polski
- Złoty Krzyż Zasługi
- Medal za Długoletnie Pożycie Małżeńskie (1995)[3]
- Brązowy Medal „Za zasługi dla obronności kraju”